# Ley (minería)
La ley, en minería (en inglés, ore grade), es una medida que describe el grado de concentración de recursos naturales valiosos (como los metales o minerales) presentes en una mena. Se utiliza para determinar la viabilidad económica de una operación de explotación minera: el costo de extraer recursos naturales desde su yacimiento se relaciona directamente con su concentración. Por ello el costo de extracción debe ser menor que el valor comercial del material que es extraído para que la operación sea económicamente factible.
Para los metales preciosos y las gemas se expresa generalmente en una cantidad de material por tonelada de mena, partes por millón (ppm) o partes por billón (ppb), mientras que para otros metales y los minerales industriales se expresan como porcentaje. 